# أندرس أندرسون
أندرس أندرسون (بالسويدية: Anders Anderson) (و. 1822 – 1892 م) هو طبيب توليد، من السويد، توفي عن عمر يناهز 70 عاماً.

## مناصب وهيئات
أدار معهد كارولنسكا.